# Anna Palm de Rosa
Anna Sofia Palm de Rosa (25 décembre 1859 — mai 1924) est une peintre suédoise. Dans les années 1890, elle était un des peintres suédois les plus populaires avec ses aquarelles de bateaux à vapeur et de voiliers et ses scènes de Stockholm. Elle a également peint un tableau mémorable d'une partie de cartes dans l'hôtel Brøndums à Skagen alors qu’elle passait l'été avec les peintres de Skagen. À 36 ans, Anna Palm quitta définitivement la Suède, passant le reste de sa vie dans le Sud de l'Italie où elle se maria avec un officier d'infanterie.

## Enfance et scolarité
Née le jour de noël 1859 à Stockholm, Palm de Rosa était la fille du peintre Gustaf Wilhelm Palm (en) et de Eva Sandberg, fille du peintre Johan Gustaf Sandberg (en). La maison familiale située au no 19 Barnhuträdgårdgatan (aujourd'hui Olof Palmas Gata) était un lieu de rencontre populaire pour les amis artistes de la famille, Nils Kreuger (en), Vicke Andrén, Gustaf Cederström ou Georg Pauli. Anna Palm fut éduquée par son père, qui enseignait à la Elementarteckningsskolan (école primaire de dessin) qui préparait les étudiants à l'Académie royale des arts de Suède. Elle n'entra pas elle-même à l'académie, car il était encore inhabituel à l'époque pour les femmes d'y étudier. Dans les années 1890, elle devint l'élève du peintre Edvard Perseus et du peintre de paysages Per Daniel Holm. En 1885, avec le soutien de ses parents, elle alla au Danemark où elle passa quelque temps à Skagen, peignant Et l’hombre parti på Brøndums Hotel (Un jeu de L'hombre à l'hôtel Hotel). Elle voyagea également à Anvers, où elle étudia avec le peintre de marine Romain Steppe avant d'aller quelque temps à Paris.

## Carrière
Palm de Rosa faisait partie des quatre-vingt-quatre artistes qui ont signé la lettre de 1885 demandant des changements radicaux dans l'enseignement de l'Académie royale des arts de Suède qu'ils considéraient dépassé. Néanmoins, elle exposa à l’Académie en 1885 et en 1887 et, de 1889 à 1891, elle y enseigna l'aquarelle. Elle était également membre d'une toute nouvelle association, Svenska konstnärinnor (artistes suédoises), avec Eva Bonnier, Hanna Pauli et Mina Bredberg. Les aquarelles de scènes marines avec des vapeurs et des bateaux qu'elle peignit à cette époque contribuèrent à sa renommée grandissante. Elle commença à peindre de petites vedute pour satisfaire ses nombreux clients, peignant également des scènes de la ville de Stockholm.
Le jour de l’an 1885, à trente-six ans, elle quitta définitivement la Suède. Après avoir passé une année à Paris, elle alla en Italie où elle rencontra son futur mari, le lieutenant d'infanterie Alfredo de Rosa. Après leur mariage à Paris en 1901, le couple habita d'abord à Capri pour finalement en 1908 s'installer à Sant'Anastasia près de Naples. En plus de scènes de la vie italienne, elle continua à peindre des paysages de Stockholm, dont des tableaux de la Gustaf Adolfs torg avec la construction de l'opéra ou de l'Exposition générale d'art et d'industrie de Stockholm de 1897 (en). La seule explication pour son intérêt pour ces développements récents est qu'elle devait avoir reçu des photos de Suède, qui servirent de base pour ces peintures. Elle pourrait même voir utilisé des photos du Suédois Frans G. Klemming (qui est également derrière certaines peintures à l'huile de Robert Lundberg).
Durant la Première Guerre mondiale, quand son mari fut appelé, Palm de Rosa devint très productive dans ses peintures, en particulier à Baïes, où elle passa une année. Après la guerre, sa santé fut de plus en plus fragile, jusqu'à sa mort en mai 1924.

## Galerie

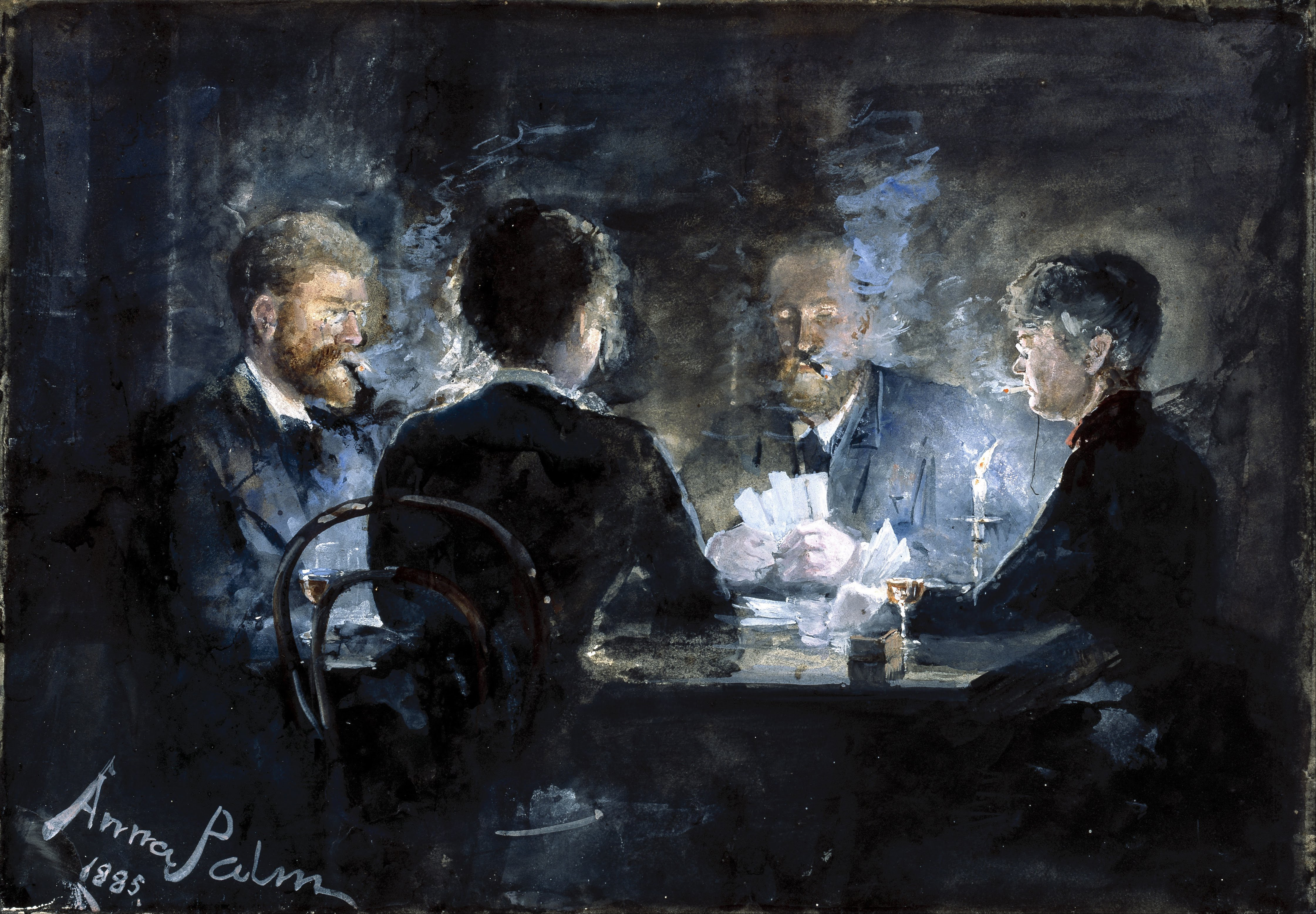
Un jeu de l'hombre à l'hôtel Brøndums (Skagen, 1885)
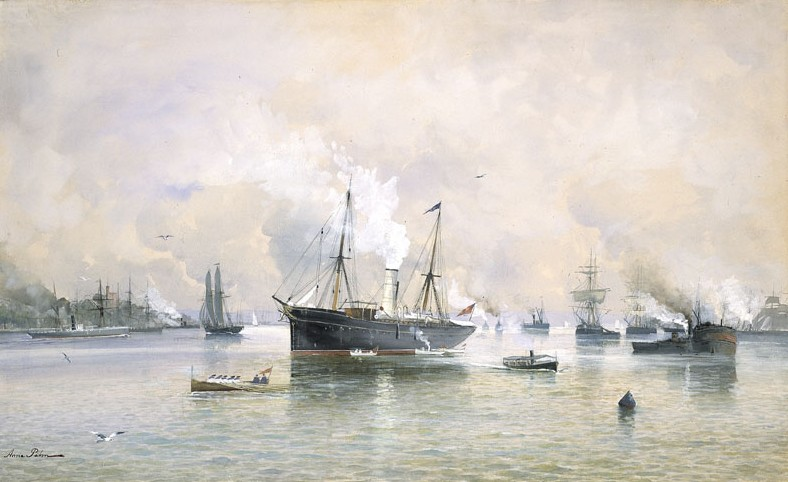
La circulation sur Stockholms ström (Stockholm, 1890)
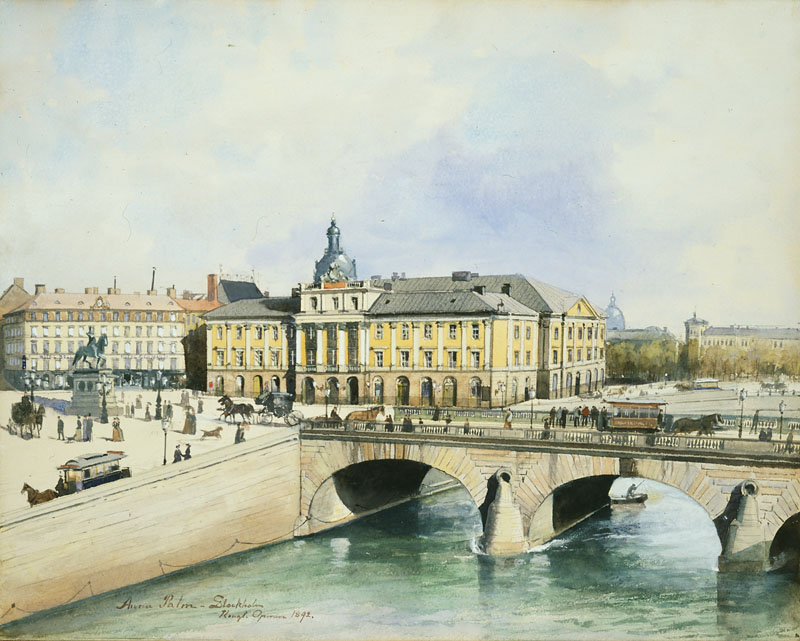
Le vieil opéra de Helgeandsholmen (Stockholm, 1892)
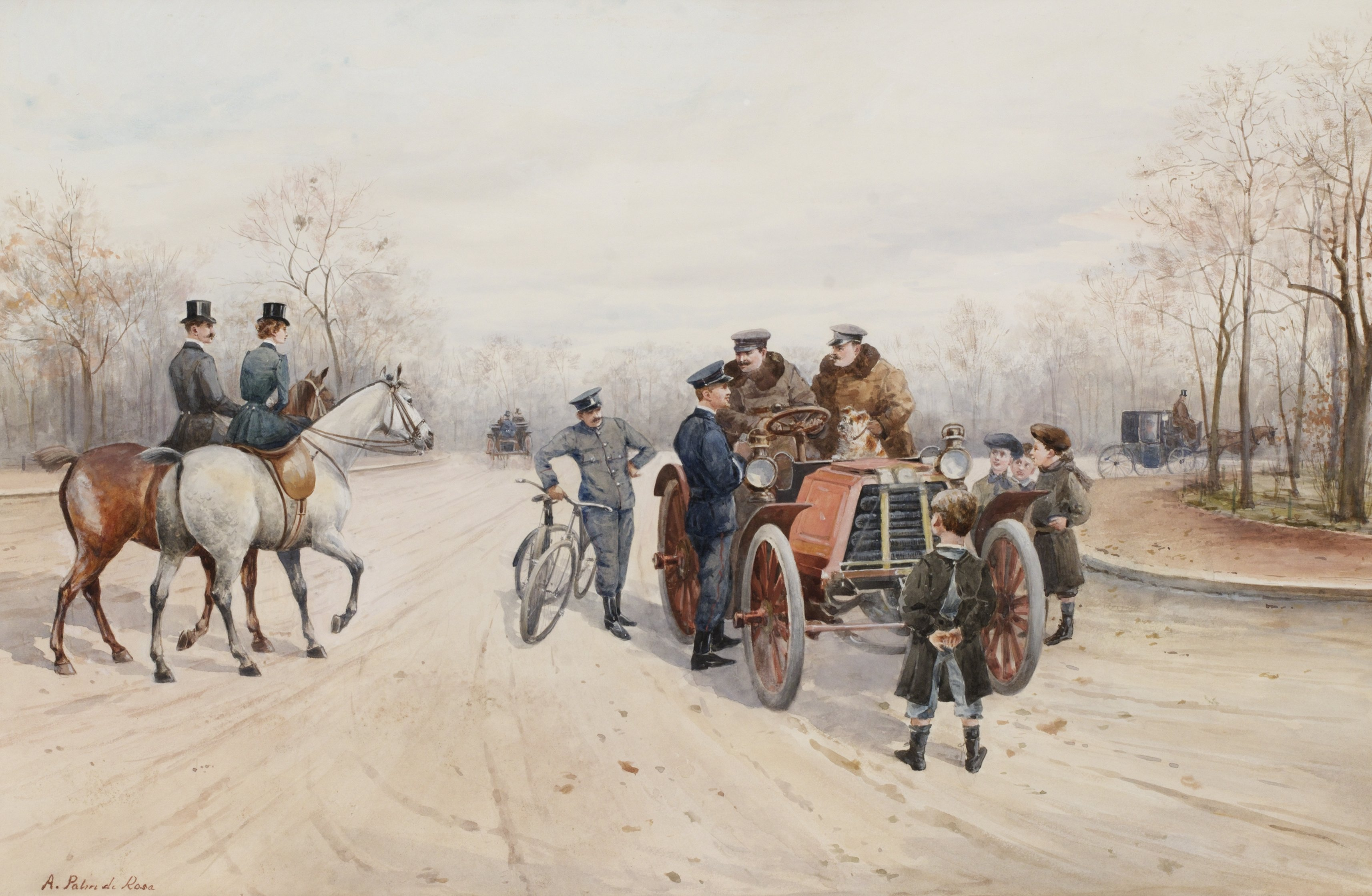
Amende pour excès de vitesse, Bois de Boulogne (Paris)
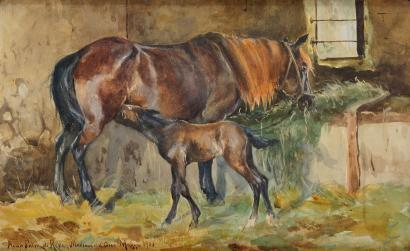
Jument et son poulain (Madonna dell Arco, 1908)